# Nokeng tsa Taemane
Nokeng tsa Taemane was tot aan de fusie met Tshwane (2011) een gemeente (Engels: municipality) in het Zuid-Afrikaanse district Metsweding.
Nokeng tsa Taemane ligt in de provincie Gauteng en telt 53.203 inwoners.